# Trans (album)
Trans – trzeci album polskiej grupy muzycznej Firebirds, wydany 21 marca 1998 roku nakładem wytwórni płytowej Izabelin Studio. 
Album zawiera 15 kompozycji zespołu. Wydawnictwo promował utwór „Trans”, który dotarł do 5. miejsca Szczecińskiej Listy Przebojów. 

## Lista utworów
Opracowano na podstawie materiału źródłowego.
1. „Smok” – 3:38
2. „Skandal” – 2:09
3. „Dzieci” – 3:59
4. „Słabość” – 4:09
5. „Trans” – 4:34
6. „Dziewczynka” – 2:27
7. „Prostytutka” – 3:42
8. „C.” – 4:06
9. „Co z nami jest?” – 3:10
10. „Kometa” – 5:12
11. „Nikt” – 3:03
12. „Sąsiadka” – 3:47
13. „Zanim...” – 4:28
14. „Złote góry” – 5:58
15. „Kosmiczny pył” – 3:26